# Pterocarpus forstenianus
Pterocarpus forstenianus là một loài thực vật có hoa trong họ Đậu. Loài này được (Blume ex Miq.) Kuntze miêu tả khoa học đầu tiên năm 1891.